# Girafa-do-norte
Girafa-do-norte (Giraffa camelopardalis) é uma espécie de mamífero do género Giraffa, nativa do Norte de África. A taxonomia desta espécie é assunto de debate: nalgumas classificações, as restantes girafas são consideradas subespécies da Giraffa camelopardalis, enquanto noutras classificações, considera-se a existência de espécies distintas.
Num estudo de 2021, são consideradas 3 subespécies, classificação adotada pela Giraffe Conservation Foundation:
- Giraffa camelopardalis antiquorum - Girafa-de-kordofan
- Giraffa camelopardalis camelopardalis - Girafa-núbia
- Giraffa camelopardalis peralta - Girafa-da-áfrica ocidental (que inclui a girafa-de-rothschild)